# Curel (Haute-Marne)
Curel település Franciaországban, Haute-Marne megyében. Lakosainak száma 407 fő (2022. január 1.). Curel Osne-le-Val, Autigny-le-Petit, Chatonrupt-Sommermont és Chevillon községekkel határos.

## Népesség
A település népességének változása:
| Lakosok száma | 443  | 424  | 436  | 412  | 408  | 407  | 407  | 407  | 407  |
|               | 2013 | 2015 | 2016 | 2017 | 2018 | 2019 | 2020 | 2021 | 2022 |